# Wolfgang Paul (Schriftsteller)
Wolfgang Paul (* 8. Dezember 1918 in Berlin; † 5. Januar 1993 ebenda) war ein deutscher Schriftsteller, Journalist und Publizist. Er schrieb auch unter dem Pseudonym Christian Wulffen.

## Leben
Wolfgang Paul wurde als Sohn des Ehepaars William und Marie Paul in Berlin geboren. Die Familie stammte aus Dresden-Loschwitz. Sein Vater war Schiffszimmermann.
1937 machte Paul am Realgymnasium Dresden-Blasewitz sein Abitur. Er wurde anschließend Soldat der Wehrmacht. Im Zweiten Weltkrieg nahm er am Überfall auf Polen und am Krieg gegen die Sowjetunion teil. Im November 1941 wurde er bei Tula als Leutnant und Kompanieführer einer Schützenkompanie der 18. Panzer-Division schwer verwundet. Er machte 1942 bis 1943 einen Studienurlaub und studierte zwei Semester Germanistik, Kunstgeschichte und Zeitungswissenschaft in Berlin. Bis zum Kriegsende tat er Dienst im Ersatzheer, da er seit seiner Verwundung 1941 frontuntauglich war.
Nach Kriegsende 1945 lebte er als freier Schriftsteller in Dresden und schrieb als Theaterkritiker für die Zeitung Sächsisches Tageblatt. Als ihm von der sowjetischen Militäradministration ein Schreibverbot auferlegt wurde, verließ er zusammen mit seiner Frau Hanna Dresden und fuhr mit dem Zug 1948 nach West-Berlin.
Hier arbeitete er als Schriftsteller für die Feuilletons vieler Berliner und Westdeutscher Zeitungen und Zeitschriften. Er bereiste als Reisejournalist die USA, Südamerika, Australien, Tibet, Ägypten, aber auch Italien und Griechenland.

## Leistungen
Ab 1953 schrieb er täglich Fernsehkritiken und wurde Mitglied der Adolf-Grimme-Preis-Jury. Von 1952 bis 1959 veröffentlichte Paul unter dem Pseudonym Christian Wulffen angebliche „Erlebnisse und Erfahrungen“ aus „Mitteldeutschland“ (DDR). Sie erschienen unter dem Titel Mitteldeutsche Tagebücher im Bechtle Verlag und erregten großes Aufsehen. Sie sollten ein „unmittelbares, wirklichkeitsgetreues Bild des Alltags“ liefern. Bei „Christian Wulffen“ handele es sich um einen „in der Sowjetzone lebenden Zeitgenossen“ – so der Klappentext des Buches Mitteldeutsches Tagebuch 1952-1954, Bechtle Verlag, Esslingen 1955.
Paul schrieb zahlreiche Sachbücher über den Zweiten Weltkrieg und auch eine Geschichte der 18. Panzer-Division. In seinem ersten Roman „Dresden 1953“ spielt diese Stadt eine Hauptrolle. Dresden blieb in einigen seiner Bücher ein zentrales Thema. Auf den Bau der Mauer in Berlin 1961 reagierte er aktuell und anklagend mit der Schrift „Mauer der Schande“, die zwei Monate nach Mauerbau erschien. Neben der historisch, politischen Betrachtung Berlins war auch die Auseinandersetzung und Verarbeitung der beiden Weltkriege ein wichtiges Thema für ihn. Viele seiner Protagonisten tragen autobiografische Züge.
1990 war Paul Herausgeber des Werkes Dresden in alten und neuen Reisebeschreibungen. Die Reisebeschreibungen aus den Jahren 1718 bis 1989 wählte er dabei selbst aus. Bereits 1964 war er Herausgeber des Bandes Der verschwenderische Liebhaber oder Das galante Sachsen, eine biografische Neuausgabe über Karl Ludwig von Pöllnitz.   
Paul war als Gründungsmitglied der Neuen Gesellschaft für Literatur (NGL) in Berlin in ihr erstes Präsidium gewählt worden, das vom 27. April 1973 bis zur ersten ordentlichen Mitgliederversammlung der NGL am 29. Oktober 1973 tätig war.

## Auszeichnungen
- Wolfgang Paul erhielt 1985 das Bundesverdienstkreuz 1. Klasse[3]
- Città di Roma, Premio Giornalistico Internazionale (Römischer Journalistenpreis), 1965
- Wolfgang Paul war Vorsitzender[4] der Gerhart-Hauptmann-Gesellschaft und Mitglied des Kuratoriums der Hermann-Sudermann-Stiftung und des P.E.N.

## Veröffentlichungen (Auswahl)

### Autor
- Dresden 1953. Bechtle, Esslingen 1953.
- Mauer der Schande. Bechtle, Esslingen 1961.
- Kampf um Berlin. Langen Müller, München / Wien 1962.
- Deutschland in den sechziger Jahren. Leben in der Bundesrepublik und West-Berlin. Weidlich, Frankfurt 1962.
- Berlin. Glanz und Elend der deutschen Hauptstadt 1900 bis 1962. Claudius, München 1962.
- Zum Beispiel Dresden. Schicksal einer Stadt. Weidlich, Frankfurt 1964.
- Entscheidung im September. Das Wunder an der Marne 1914. Bechtle, Esslingen 1974, ISBN 978-3-7628-0356-0.
- Erfrorener Sieg. Die Schlacht um Moskau 1941, 42. Bechtle, Esslingen 1975, ISBN 978-3-7628-0362-1.
- Der Endkampf um Deutschland. 1945. Bechtle, Esslingen 1976, ISBN 978-3-7628-0368-3.
- Das Feldlager. Jugend zwischen Langemarck und Stalingrad. Bechtle, Esslingen 1978, ISBN 978-3-7628-0386-7.
- Der Heimatkrieg. 1939–1945. Bechtle, Esslingen 1980, ISBN 978-3-7628-0402-4.
- Wer war Hermann Göring? Bechtle, Esslingen 1983, ISBN 978-3-7628-0427-7.
- Das Potsdamer Infanterie-Regiment 9. 1918–1945. Textband. Biblio, Osnabrück 1983. ISBN 978-3-7648-1287-4.
- Das Potsdamer Infanterie-Regiment 9. 1918–1945. Dokumentenband. Biblio, Osnabrück 1984. ISBN 978-3-7648-1446-5.
- Brennpunkte. Die Geschichte der 6. Panzerdivision (1. leichte) 1937–1945. Biblio, Osnabrück 1984, ISBN 978-3-7648-1291-1.
- Panzer-General Walther K. Nehring. Eine Biographie. Motorbuch, Stuttgart 1986, ISBN 978-3-613-01151-9.
- Mein Vaterland. Bechtle, Esslingen / München 1988, ISBN 978-3-7628-0474-1.
- Geschichte der 18. Panzerdivision 1940–1943. Mit Geschichte der 18. Artillerie-Division 1943–44. Anhang Heeresartillerie-Brigade 88 1944–1945. Preussischer Militär-Verlag, Reutlingen 1989, ISBN 978-3-927292-05-5.
- Die Grolmans Eine preußische Adelsfamilie 1777-1856. Bechtle Verlag, Esslingen / München 1989, ISBN 3-7628-0488-5.

### Herausgeber
- Der verschwenderische Liebhaber oder Das galante Sachsen. Baron von Pöllnitz. Weidlich, Frankfurt 1964.
- Dresden in alten und neuen Reisebeschreibungen. Droste, Düsseldorf 1990, ISBN 978-3-7700-0872-8.